# 3. Liga 2019-20
La temporada 2019-20 de la 3. Liga correspondió a la 12.ª edición de la Tercera División de Alemania. La fase regular comenzó a disputarse el 19 de julio de 2019 y terminó el 4 de julio de 2020.

## Sistema de competición
Participaron en la 3. Liga 20 clubes que, siguiendo un calendario establecido por sorteo, se enfrentaron entre sí en dos partidos, uno en terreno propio y otro en campo contrario. El ganador de cada partido obtuvo tres puntos, el empate otorgó un punto y la derrota, cero puntos.
El torneo se disputó entre los meses de julio de 2019 y julio de 2020. Al término de la temporada, los dos primeros clasificados ascendieron a la 2. Bundesliga, y el tercer clasificado disputó su ascenso con el antepenúltimo clasificado de la 2. Bundesliga. Los cuatro últimos descendieron a la Regionalliga.

## Efectos de la pandemia de COVID-19
Debido a la pandemia de COVID-19 en Alemania, las jornadas 28 y 29 fueron pospuestas y serán reprogramadas. El 16 de marzo de 2020, la DFB anunció que la liga se suspendería hasta el 30 de abril. El 27 de abril de 2020, la liga se suspendió aún más pero con intención de regresar. Una decisión sobre la reanudación de la competencia, similar al caso de la Bundesliga y 2. Bundesliga, se llevará a cabo en una reunión extraordinaria de la DFB-Bundestag el 25 de mayo de 2020. El 15 de mayo de 2020, después de que la DFB dijera anteriormente que el 26 de mayo sería la fecha de inicio para el retorno de los partidos, la fecha se retiró, ya que no todos los equipos pueden entrenar nuevamente regularmente. La intención aún es terminar la temporada, con juegos tal vez incluso después del 30 de junio. El 21 de mayo de 2020, la DFB anunció que la temporada continuará el 30 de mayo. Eso se confirmó el 25 de mayo de 2020. El 29 de mayo de 2020, después de una reunión de todos los clubes, se permitieron cinco sustituciones, lo que ha sido permitido temporalmente por la IFAB luego de una propuesta de FIFA para disminuir el impacto de lo comprimido del calendario de los equipos.

## Relevo anual de clubes
| Pos   | Descendidos de la 2. Bundesliga |
| ----- | ------------------------------- |
| Prom. | Ingolstadt 04                   |
| 17.º  | Magdeburgo                      |
| 18.º  | Duisburgo                       |

| Pos   | Ascendidos de la 3. Liga |
| ----- | ------------------------ |
| 1.º   | Osnabrück                |
| 2.º   | Karlsruher               |
| Prom. | Wehen Wiesbaden          |

| Pos  | Descendidos de la 3. Liga |
| ---- | ------------------------- |
| 17.° | Energie Cottbus           |
| 18.° | Sportfreunde Lotte        |
| 19.º | Fortuna Colonia           |
| 20.º | Aalen                     |

| Pos     | Ascendidos de la Regionalliga |
| ------- | ----------------------------- |
| Nordost | Chemnitzer                    |
| Südwest | Waldhof Mannheim              |
| West    | Viktoria Colonia              |
| Prom.   | Bayern Múnich II              |

### Clubes participantes
| Club                    | Ciudad         | Estadio                   | Aforo  |
| ----------------------- | -------------- | ------------------------- | ------ |
| 1. FC Kaiserslautern    | Kaiserslautern | Fritz-Walter-Stadion      | 49 780 |
| 1. FC Magdeburg         | Magdeburgo     | MDCC-Arena                | 27 250 |
| Bayern de Múnich II     | Múnich         | Grünwalder Stadion        | 15 000 |
| Carl Zeiss Jena         | Jena           | Ernst-Abbe-Sportfeld      | 13 000 |
| Chemnitzer FC           | Chemnitz       | Stadion Chemnitz          | 18 712 |
| Eintracht Braunschweig  | Brunswick      | Eintracht-Stadion         | 25 540 |
| FC Ingolstadt 04        | Ingolstadt     | Audi Sportpark            | 15 445 |
| FC Hansa Rostock        | Rostock        | Ostseestadion             | 29 000 |
| FSV Zwickau             | Zwickau        | GGZ-Arena                 | 10 134 |
| Hallescher FC           | Halle          | Erdgas Sportpark          | 15 057 |
| KFC Uerdingen 05        | Krefeld        | Merkur Spiel-Arena        | 54 600 |
| MSV Duisburgo           | Duisburgo      | Schauinsland-Reisen-Arena | 31 514 |
| SC Preußen Münster      | Münster        | Preußenstadion            | 15 050 |
| SV Meppen               | Meppen         | Hänsch-Arena              | 16 500 |
| SG Sonnenhof Großaspach | Aspach         | WIRmachenDRUCK Arena      | 7768   |
| SpVgg Unterhaching      | Unterhaching   | Alpenbauer Sportpark      | 15 053 |
| TSV 1860 Múnich         | Múnich         | Grünwalder Stadion        | 15 000 |
| Viktoria Colonia        | Colonia        | Sportpark Höhenberg       | 10 001 |
| Waldhof Mannheim        | Mannheim       | Carl-Benz-Stadion         | 25 667 |
| Würzburger Kickers      | Wurzburgo      | Flyeralarm-Arena          | 14 500 |

1. ↑  FC Bayern de Múnich II es inelegible para el ascenso a 2. Bundesliga por ser equipo filial.[16]
2. ↑  KFC Uerdingen 05 usualmente hace de local en el Grotenburg-Stadion en la ciudad de Krefeld, pero actualmente no cumple con los requisitos establecidos por la 3. Liga, por tanto el KFC juega sus partidos en casa en el Merkur Spiel-Arena de Düsseldorf.[17]
3. ↑  Dado que el Sportpark Höhenberg actualmente no cumple con los requisitos de la 3. Liga, se planea un aumento de 10 000 asientos para el inicio de la temporada.[18]

### Equipos porLänder
| Región                      | N.º | Equipos                                                                         |
| --------------------------- | --- | ------------------------------------------------------------------------------- |
| Baviera                     | 5   | Bayern Múnich II, Ingolstadt 04, Würzburger Kickers, 1860 Múnich y Unterhaching |
| Renania del Norte-Westfalia | 4   | Duisburgo, Preußen Münster, Uerdingen y Viktoria Colonia                        |
| Sajonia                     | 2   | Chemnitzer FC y Zwickau                                                         |
| Baden-Württemberg           | 2   | Sonnenhof Großaspach y Waldhof Mannheim                                         |
| Sajonia-Anhalt              | 2   | Hallescher FC y Magdeburgo                                                      |
| Baja Sajonia                | 2   | Meppen y Eintracht Braunschweig                                                 |
| Turingia                    | 1   | Carl Zeiss Jena                                                                 |
| Renania-Palatinado          | 1   | Kaiserslautern                                                                  |
| Mecklemburgo-Pomerania      | 1   | Hansa Rostock                                                                   |

## Clasificación
| Pos. | Equipo                 | Pts. | PJ | G  | E  | P  | GF | GC | Dif. | Clasificación 2020-21                |
| ---- | ---------------------- | ---- | -- | -- | -- | -- | -- | -- | ---- | ------------------------------------ |
| 1    | Bayern Múnich II (C)   | 65   | 38 | 19 | 8  | 11 | 76 | 60 | +16  |                                      |
| 2    | Würzburger Kickers     | 64   | 38 | 19 | 7  | 12 | 71 | 60 | +11  | Asciende a 2. Bundesliga             |
| 3    | Eintracht Braunschweig | 64   | 38 | 18 | 10 | 10 | 64 | 53 | +11  | Asciende a 2. Bundesliga             |
| 4    | Ingolstadt 04          | 63   | 38 | 17 | 12 | 9  | 61 | 40 | +21  | Promoción de ascenso a 2. Bundesliga |
| 5    | Duisburgo              | 62   | 38 | 17 | 11 | 10 | 68 | 48 | +20  |                                      |
| 6    | Hansa Rostock          | 59   | 38 | 17 | 8  | 13 | 54 | 43 | +11  |                                      |
| 7    | Meppen                 | 58   | 38 | 16 | 10 | 12 | 69 | 57 | +12  |                                      |
| 8    | 1860 Múnich            | 58   | 38 | 16 | 10 | 12 | 63 | 54 | +9   |                                      |
| 9    | Waldhof Mannheim       | 56   | 38 | 13 | 17 | 8  | 52 | 47 | +5   |                                      |
| 10   | Kaiserslautern         | 55   | 38 | 14 | 13 | 11 | 59 | 54 | +5   |                                      |
| 11   | Unterhaching           | 51   | 38 | 12 | 15 | 11 | 50 | 53 | −3   |                                      |
| 12   | Viktoria Colonia       | 51   | 38 | 14 | 9  | 15 | 65 | 71 | −6   |                                      |
| 13   | Uerdingen              | 48   | 38 | 12 | 12 | 14 | 40 | 54 | −14  |                                      |
| 14   | Magdeburgo             | 47   | 38 | 10 | 17 | 11 | 49 | 42 | +7   |                                      |
| 15   | Hallescher             | 46   | 38 | 12 | 10 | 16 | 64 | 66 | −2   |                                      |
| 16   | Zwickau                | 44   | 38 | 11 | 11 | 16 | 56 | 61 | −5   |                                      |
| 17   | Chemnitzer             | 44   | 38 | 11 | 11 | 16 | 54 | 60 | −6   | Desciende a Regionalliga             |
| 18   | Preußen Münster        | 40   | 38 | 9  | 13 | 16 | 49 | 62 | −13  | Desciende a Regionalliga             |
| 19   | Sonnenhof Großaspach   | 32   | 38 | 8  | 8  | 22 | 33 | 67 | −34  | Desciende a Regionalliga             |
| 20   | Carl Zeiss Jena        | 23   | 38 | 5  | 8  | 25 | 40 | 85 | −45  | Desciende a Regionalliga             |

 Fuente: Soccerway.com
Criterios de clasificación: 1) Puntos; 2) Diferencia de goles; 3) Goles marcados
Notas:
1. ↑  Los equipos filiales no son elegibles para el ascenso.[16]

## Evolución de las posiciones
| Jornada / Equipo       | 1  | 2  | 3  | 4  | 5  | 6  | 7  | 8  | 9  | 10 | 11 | 12 | 13 | 14 | 15 | 16 | 17 | 18 | 19 | 20 | 21 | 22 | 23 | 24 | 25 | 26 | 27 | 28 | 29 | 30 | 31 | 32 | 33 | 34 | 35 | 36 | 37 | 38 |
| Jornada / Equipo       |    |    |    |    |    |    |    |    |    |    |    |    |    |    |    |    |    |    |    |    |    |    |    |    |    |    |    |    |    |    |    |    |    |    |    |    |    |    |
| ---------------------- | -- | -- | -- | -- | -- | -- | -- | -- | -- | -- | -- | -- | -- | -- | -- | -- | -- | -- | -- | -- | -- | -- | -- | -- | -- | -- | -- | -- | -- | -- | -- | -- | -- | -- | -- | -- | -- | -- |
| Bayern Múnich II       | 18 | 12 | 17 | 18 | 13 | 13 | 15 | 17 | 13 | 10 | 8  | 10 | 11 | 14 | 9  | 11 | 14 | 15 | 15 | 15 | 15 | 13 | 11 | 8  | 11 | 9  | 7  | 5  | 4  | 3  | 2  | 2  | 1  | 1  | 1  | 1  | 1  | 1  |
| Würzburger Kickers     | 3  | 9  | 15 | 17 | 12 | 16 | 18 | 15 | 10 | 14 | 12 | 13 | 14 | 13 | 13 | 15 | 16 | 14 | 12 | 13 | 14 | 11 | 8  | 11 | 8  | 7  | 10 | 7  | 8  | 6  | 5  | 5  | 5  | 4  | 3  | 2  | 3  | 2  |
| Eintracht Braunschweig | 2  | 1  | 1  | 4  | 3  | 1  | 1  | 2  | 3  | 3  | 3  | 4  | 3  | 5  | 5  | 4  | 3  | 3  | 3  | 4  | 5  | 5  | 5  | 5  | 6  | 6  | 9  | 6  | 5  | 4  | 3  | 3  | 3  | 2  | 2  | 3  | 2  | 3  |
| Ingolstadt 04          | 5  | 2  | 2  | 1  | 1  | 2  | 3  | 5  | 7  | 8  | 6  | 5  | 5  | 4  | 2  | 2  | 4  | 2  | 2  | 2  | 2  | 2  | 2  | 2  | 4  | 5  | 5  | 9  | 7  | 7  | 6  | 6  | 6  | 6  | 4  | 4  | 4  | 4  |
| Duisburgo              | 1  | 8  | 3  | 2  | 2  | 3  | 7  | 6  | 5  | 4  | 4  | 3  | 2  | 1  | 1  | 1  | 1  | 1  | 1  | 1  | 1  | 1  | 1  | 1  | 1  | 1  | 1  | 1  | 1  | 1  | 1  | 1  | 2  | 3  | 5  | 5  | 5  | 5  |
| Hansa Rostock          | 8  | 15 | 8  | 13 | 18 | 17 | 13 | 10 | 9  | 12 | 10 | 7  | 6  | 6  | 7  | 10 | 8  | 12 | 13 | 11 | 9  | 9  | 12 | 10 | 7  | 10 | 8  | 10 | 11 | 9  | 8  | 4  | 4  | 5  | 6  | 6  | 6  | 6  |
| Meppen                 | 19 | 18 | 9  | 16 | 16 | 9  | 11 | 8  | 11 | 15 | 13 | 14 | 13 | 9  | 10 | 7  | 9  | 6  | 6  | 7  | 8  | 8  | 6  | 7  | 5  | 4  | 4  | 8  | 9  | 11 | 10 | 10 | 10 | 9  | 8  | 9  | 8  | 7  |
| 1860 Múnich            | 14 | 16 | 7  | 15 | 15 | 18 | 14 | 11 | 14 | 11 | 14 | 15 | 15 | 15 | 12 | 14 | 10 | 10 | 11 | 10 | 7  | 6  | 7  | 9  | 9  | 8  | 6  | 3  | 6  | 8  | 7  | 8  | 9  | 8  | 9  | 7  | 7  | 8  |
| Waldhof Mannheim       | 11 | 13 | 14 | 9  | 5  | 4  | 6  | 7  | 6  | 5  | 5  | 9  | 9  | 11 | 6  | 8  | 7  | 7  | 7  | 3  | 3  | 4  | 4  | 4  | 3  | 3  | 2  | 4  | 3  | 2  | 4  | 7  | 7  | 7  | 7  | 8  | 9  | 9  |
| Kaiserslautern         | 13 | 3  | 5  | 10 | 14 | 10 | 10 | 14 | 15 | 17 | 15 | 16 | 17 | 18 | 16 | 16 | 13 | 11 | 9  | 9  | 10 | 10 | 13 | 14 | 14 | 13 | 14 | 13 | 12 | 12 | 12 | 12 | 12 | 11 | 11 | 10 | 10 | 10 |
| Unterhaching           | 10 | 6  | 6  | 5  | 4  | 6  | 4  | 3  | 1  | 1  | 1  | 2  | 4  | 3  | 3  | 5  | 5  | 5  | 4  | 5  | 4  | 3  | 3  | 3  | 2  | 2  | 3  | 2  | 2  | 5  | 9  | 9  | 8  | 10 | 10 | 11 | 11 | 11 |
| Viktoria Colonia       | 7  | 7  | 12 | 6  | 7  | 7  | 5  | 4  | 4  | 6  | 7  | 6  | 7  | 8  | 8  | 13 | 15 | 16 | 16 | 16 | 16 | 16 | 17 | 17 | 17 | 16 | 12 | 14 | 13 | 13 | 13 | 15 | 14 | 13 | 12 | 12 | 12 | 12 |
| Uerdingen              | 6  | 10 | 10 | 12 | 17 | 15 | 17 | 13 | 17 | 13 | 16 | 12 | 10 | 12 | 15 | 12 | 11 | 9  | 8  | 8  | 11 | 12 | 9  | 6  | 10 | 11 | 11 | 11 | 10 | 10 | 11 | 11 | 11 | 12 | 13 | 13 | 13 | 13 |
| Magdeburgo             | 17 | 17 | 18 | 11 | 11 | 8  | 8  | 9  | 8  | 7  | 9  | 11 | 12 | 7  | 11 | 6  | 6  | 8  | 10 | 12 | 12 | 14 | 14 | 15 | 16 | 12 | 15 | 15 | 15 | 14 | 14 | 13 | 13 | 14 | 14 | 15 | 14 | 14 |
| Hallescher             | 16 | 11 | 4  | 3  | 6  | 5  | 2  | 1  | 2  | 2  | 2  | 1  | 1  | 2  | 4  | 3  | 2  | 4  | 5  | 6  | 6  | 7  | 10 | 12 | 13 | 15 | 16 | 17 | 16 | 17 | 17 | 14 | 15 | 15 | 15 | 14 | 15 | 15 |
| Zwickau                | 4  | 5  | 13 | 8  | 10 | 12 | 9  | 12 | 12 | 9  | 11 | 8  | 8  | 10 | 14 | 9  | 12 | 13 | 14 | 14 | 13 | 15 | 15 | 13 | 12 | 14 | 17 | 16 | 17 | 16 | 16 | 16 | 17 | 17 | 18 | 17 | 16 | 16 |
| Chemnitzer             | 12 | 14 | 19 | 19 | 19 | 19 | 19 | 19 | 19 | 19 | 19 | 19 | 16 | 17 | 17 | 17 | 17 | 17 | 17 | 17 | 17 | 17 | 16 | 16 | 15 | 17 | 13 | 12 | 14 | 15 | 15 | 17 | 16 | 16 | 16 | 16 | 17 | 17 |
| Preußen Münster        | 9  | 4  | 11 | 7  | 8  | 11 | 12 | 16 | 16 | 18 | 18 | 18 | 19 | 19 | 19 | 19 | 19 | 19 | 18 | 19 | 18 | 18 | 18 | 18 | 18 | 18 | 18 | 18 | 18 | 18 | 18 | 18 | 18 | 18 | 17 | 18 | 18 | 18 |
| SG Großaspach          | 20 | 20 | 16 | 14 | 9  | 14 | 16 | 18 | 18 | 16 | 17 | 17 | 18 | 16 | 18 | 18 | 18 | 18 | 19 | 18 | 19 | 19 | 19 | 19 | 19 | 19 | 19 | 19 | 19 | 19 | 19 | 19 | 19 | 19 | 19 | 19 | 19 | 19 |
| Carl Zeiss Jena        | 15 | 19 | 20 | 20 | 20 | 20 | 20 | 20 | 20 | 20 | 20 | 20 | 20 | 20 | 20 | 20 | 20 | 20 | 20 | 20 | 20 | 20 | 20 | 20 | 20 | 20 | 20 | 20 | 20 | 20 | 20 | 20 | 20 | 20 | 20 | 20 | 20 | 20 |

| 1. |

## Resultados
- Los horarios corresponden al huso horario de Alemania (Hora central europea): UTC+1 en horario estándar y UTC+2 en horario de verano.

### Primera vuelta
| 1860 Múnich        | 1 - 1 | Preußen Münster        | Grünwalder Stadion        | 19 de julio | 19:00 |
| Würzburger Kickers | 3 - 1 | Bayern Múnich II       | Flyeralarm-Arena          | 20 de julio | 14:00 |
| Kaiserslautern     | 1 - 1 | Unterhaching           | Fritz-Walter-Stadion      | 20 de julio | 14:00 |
| Duisburgo          | 4 - 1 | Sonnenhof Großaspach   | Schauinsland-Reisen-Arena | 20 de julio | 14:00 |
| Meppen             | 0 - 2 | Zwickau                | Hänsch-Arena              | 20 de julio | 14:00 |
| Hansa Rostock      | 3 - 3 | Viktoria Colonia       | Ostseestadion             | 20 de julio | 14:00 |
| Magdeburgo         | 2 - 4 | Eintracht Braunschweig | MDCC-Arena                | 20 de julio | 17:45 |
| Chemnitzer         | 1 - 1 | Waldhof Mannheim       | Stadion Chemnitz          | 21 de julio | 13:00 |
| Uerdingen          | 1 - 0 | Hallescher             | Merkur Spiel-Arena        | 21 de julio | 14:00 |
| Carl Zeiss Jena    | 1 - 2 | Ingolstadt 04          | Ernst-Abbe-Sportfeld      | 22 de julio | 19:00 |

| Bayern Múnich II       | 2 - 1 | Uerdingen          | Grünwalder Stadion   | 26 de julio | 19:00 |
| Eintracht Braunschweig | 2 - 1 | 1860 Múnich        | Eintracht-Stadion    | 27 de julio | 14:00 |
| Preußen Münster        | 2 - 0 | Carl Zeiss Jena    | Preußenstadion       | 27 de julio | 14:00 |
| Ingolstadt 04          | 3 - 2 | Duisburgo          | Audi Sportpark       | 27 de julio | 14:00 |
| Sonnenhof Großaspach   | 1 - 3 | Kaiserslautern     | Mechatronik Arena    | 27 de julio | 14:00 |
| Unterhaching           | 5 - 4 | Würzburger Kickers | Alpenbauer Sportpark | 27 de julio | 14:00 |
| Hallescher             | 1 - 0 | Hansa Rostock      | Erdgas-Sportpark     | 27 de julio | 14:00 |
| Waldhof Mannheim       | 0 - 0 | Meppen             | Carl-Benz-Stadion    | 27 de julio | 14:00 |
| Viktoria Colonia       | 3 - 2 | Chemnitzer         | Sportpark Höhenberg  | 28 de julio | 13:00 |
| Zwickau                | 0 - 0 | Magdeburgo         | GGZ-Arena            | 28 de julio | 14:00 |

| Uerdingen          | 2 - 2 | Unterhaching           | Merkel Spiel-Arena        | 30 de julio | 19:00 |
| Würzburger Kickers | 0 - 3 | Sonnenhof Großaspach   | Flyeralarm-Arena          | 30 de julio | 19:00 |
| Kaiserslautern     | 0 - 0 | Ingolstadt 04          | Fritz-Walter-Stadion      | 30 de julio | 19:00 |
| Carl Zeiss Jena    | 0 - 2 | Eintracht Braunschweig | Ernst-Abbe-Sportfeld      | 30 de julio | 19:00 |
| Hansa Rostock      | 2 - 1 | Bayern Múnich II       | Ostseestadion             | 30 de julio | 19:00 |
| Chemnitzer         | 2 - 4 | Meppen                 | Stadion Chemnitz          | 31 de julio | 19:00 |
| Duisburgo          | 2 - 0 | Preußen Münster        | Schauinsland-Reisen-Arena | 31 de julio | 19:00 |
| 1860 Múnich        | 3 - 0 | Zwickau                | Grünwalder Stadion        | 31 de julio | 19:00 |
| Magdeburgo         | 1 - 1 | Waldhof Mannheim       | MDCC-Arena                | 31 de julio | 19:00 |
| Viktoria Colonia   | 0 - 2 | Hallescher             | Sportpark Höhenberg       | 31 de julio | 19:00 |

| Ingolstadt 04          | 3 - 0 | Würzburger Kickers | Audi Sportpark       | 2 de agosto | 19:00 |
| Preußen Münster        | 3 - 2 | Kaiserslautern     | Preußenstadion       | 3 de agosto | 14:00 |
| Sonnenhof Großaspach   | 2 - 2 | Uerdingen          | Mechatronik Arena    | 3 de agosto | 14:00 |
| Unterhaching           | 1 - 0 | Hansa Rostock      | Alpenbauer Sportpark | 3 de agosto | 14:00 |
| Bayern Múnich II       | 2 - 5 | Viktoria Colonia   | Grünwalder Stadion   | 3 de agosto | 14:00 |
| Hallescher             | 3 - 1 | Chemnitzer         | Erdgas Sportpark     | 3 de agosto | 14:00 |
| Meppen                 | 1 - 3 | Magdeburgo         | Hänsch-Arena         | 3 de agosto | 14:00 |
| Eintracht Braunschweig | 0 - 3 | Duisburgo          | Eintracht-Stadion    | 4 de agosto | 13:00 |
| Zwickau                | 2 - 0 | Carl Zeiss Jena    | GGZ-Arena            | 4 de agosto | 14:00 |
| Waldhof Mannheim       | 4 - 0 | 1860 Múnich        | Carl-Benz-Stadion    | 5 de agosto | 19:00 |

| Chemnitzer        | 0 - 0 | Magdeburgo             | Stadion Chemnitz          | 16 de agosto | 19:00 |
| Uerdingen         | 0 - 3 | Ingolstadt 04          | Merkul Spiel-Arena        | 17 de agosto | 14:00 |
| Würburger Kickers | 3 - 2 | Preußen Münster        | Flyeralarm-Arena          | 17 de agosto | 14:00 |
| Duisburgo         | 3 - 1 | Zwickau                | Schauinsland-Reisen-Arena | 17 de agosto | 14:00 |
| 1860 Múnich       | 0 - 0 | Meppen                 | Grünwalder Stadion        | 17 de agosto | 14:00 |
| Viktoria Colonia  | 0 - 2 | Unterhaching           | Sportpark Höhenberg       | 17 de agosto | 14:00 |
| Hansa Rostock     | 0 - 1 | Sonnenhof Großaspach   | Ostssestadion             | 17 de agosto | 14:00 |
| Kaiserslautern    | 0 - 3 | Eintracht Braunschweig | Fritz-Walter-Stadion      | 18 de agosto | 13:00 |
| Carl Zeiss Jena   | 1 - 2 | Waldhof Mannheim       | Ernst-Abbe-Sportfeld      | 18 de agosto | 14:00 |
| Hallescher        | 1 - 2 | Bayern Múnich II       | Erdgas Sportpark          | 19 de agosto | 19:00 |

| Ingolstadt 04          | 2 - 2 | Hansa Rostock      | Audi Sportpark       | 23 de agosto | 19:00 |
| Eintracht Braunschweig | 5 - 2 | Würzburger Kickers | Eintracht-Stadion    | 24 de agosto | 14:00 |
| Preußen Münster        | 1 - 1 | Uerdingen          | Preußenstadion       | 24 de agosto | 14:00 |
| Sonnenhof Großaspach   | 0 - 3 | Viktoria Colonia   | Mechatronik Arena    | 24 de agosto | 14:00 |
| Bayern Múnich II       | 2 - 2 | Chemnitzer         | Grünwalder Stadion   | 24 de agosto | 14:00 |
| Magdeburgo             | 5 - 1 | 1860 Múnich        | MDCC-Arena           | 24 de agosto | 14:00 |
| Meppen                 | 3 - 0 | Carl Zeiss Jena    | Hänsch-Arena         | 24 de agosto | 14:00 |
| Unterhaching           | 0 - 3 | Hallescher         | Alpenbauer Sportpark | 25 de agosto | 13:00 |
| Waldhof Mannheim       | 4 - 3 | Duisburgo          | Carl-Benz-Stadion    | 25 de agosto | 14:00 |
| Zwickau                | 3 - 5 | Kaiserslautern     | GGZ-Arena            | 26 de agosto | 19:00 |

| Chemnitzer         | 0 - 1 | 1860 Múnich            | Stadion Chemnitz          | 30 de agosto    | 19:00 |
| Würzburger Kickers | 0 - 2 | Zwickau                | Flyeralarm-Arena          | 31 de agosto    | 14:00 |
| Bayern Múnich II   | 1 - 2 | Unterhaching           | Grünwalder Stadion        | 31 de agosto    | 14:00 |
| Hallescher         | 4 - 0 | Sonnenhof Großaspach   | Erdgas Sportpark          | 31 de agosto    | 14:00 |
| Viktoria Colonia   | 3 - 0 | Ingolstadt 04          | Sportpark Höhenberg       | 31 de agosto    | 14:00 |
| Hansa Rostock      | 1 - 0 | Preußen Münster        | Ostssestadion             | 31 de agosto    | 14:00 |
| Kaiserslautern     | 1 - 1 | Waldhof Mannheim       | Fritz-Walter-Stadion      | 1 de septiembre | 13:00 |
| Uerdingen          | 1 - 2 | Eintracht Braunschweig | Merkul Spiel-Arena        | 1 de septiembre | 14:00 |
| Carl Zeiss Jena    | 1 - 1 | Magdeburgo             | Ernst-Abbe-Sportfeld      | 2 de septiembre | 19:00 |
| Duisburgo          | 1 - 3 | Meppen                 | Schauinsland-Reisen-Arena | 2 de octubre    | 19:00 |

| Magdeburgo             | 1 - 1 | Duisburgo          | MDCC-Arena           | 13 de septiembre | 19:00 |
| Zwickau                | 1 - 2 | Uerdingen          | GGZ-Arena            | 14 de septiembre | 14:00 |
| Preußen Münster        | 2 - 3 | Viktoria Colonia   | Preußenstadion       | 14 de septiembre | 14:00 |
| Sonnenhof Großaspach   | 2 - 2 | Bayern Múnich II   | Mechatronik Arena    | 14 de septiembre | 14:00 |
| 1860 Múnich            | 3 - 1 | Carl Zeiss Jena    | Grünwalder Stadion   | 14 de septiembre | 14:00 |
| Meppen                 | 6 - 1 | Kaiserslautern     | Hänsch-Arena         | 14 de septiembre | 14:00 |
| Waldhof Mannheim       | 1 - 2 | Würzburger Kickers | Carl-Benz-Stadion    | 14 de septiembre | 14:00 |
| Ingolstadt 04          | 2 - 3 | Hallescher         | Audi Sportpark       | 15 de septiembre | 13:00 |
| Eintracht Braunschweig | 1 - 2 | Hansa Rostock      | Eintracht-Stadion    | 15 de septiembre | 14:00 |
| Unterhaching           | 2 - 1 | Chemnitzer         | Alpenbauer Sportpark | 16 de septiembre | 19:00 |

| Würzburger Kickers | 3 - 2 | Meppen                 | Flyeralarm-Arena          | 20 de septiembre | 19:00 |
| Chemnitzer         | 3 - 2 | Carl Zeiss Jena        | Stadion Chemnitz          | 21 de septiembre | 14:00 |
| Kaiserslautern     | 1 - 1 | Magdeburgo             | Fritz-Walter-Stadion      | 21 de septiembre | 14:00 |
| Duisburgo          | 2 - 1 | 1860 Múnich            | Schauinsland-Reisen-Arena | 21 de septiembre | 14:00 |
| Unterhaching       | 2 - 0 | Sonnenhof Großaspach   | Alpenbauer Sportpark      | 21 de septiembre | 14:00 |
| Hallescher         | 2 - 2 | Preußen Münster        | Erdgas Sportpark          | 21 de septiembre | 14:00 |
| Viktoria Colonia   | 0 - 0 | Eintracht Braunschweig | Sportpark Höhenberg       | 21 de septiembre | 14:00 |
| Hansa Rostock      | 1 - 1 | Zwickau                | Ostssestadion             | 22 de septiembre | 13:00 |
| Bayern Múnich II   | 2 - 1 | Ingolstadt 04          | Grünwalder Stadion        | 22 de septiembre | 14:00 |
| Uerdingen          | 0 - 3 | Waldhof Mannheim       | Merkul Spiel-Arena        | 23 de septiembre | 19:00 |

| Magdeburgo             | 3 - 0 | Würzburger Kickers | MDCC-Arena           | 27 de septiembre | 19:00 |
| Zwickau                | 4 - 0 | Viktoria Colonia   | GGZ-Arena            | 28 de septiembre | 14:00 |
| Eintracht Braunschweig | 1 - 1 | Hallescher         | Eintracht-Stadion    | 28 de septiembre | 14:00 |
| Preußen Münster        | 1 - 4 | Bayern Múnich II   | Preußenstadion       | 28 de septiembre | 14:00 |
| Sonnenhof Großaspach   | 2 - 0 | Chemnitzer         | Mechatronik Arena    | 28 de septiembre | 14:00 |
| Carl Zeiss Jena        | 1 - 2 | Duisburgo          | Ernst-Abbe-Sportfeld | 28 de septiembre | 14:00 |
| 1860 Múnich            | 3 - 1 | Kaiserslautern     | Grünwalder Stadion   | 28 de septiembre | 14:00 |
| Waldhof Mannheim       | 1 - 1 | Hansa Rostock      | Carl-Benz-Stadion    | 29 de septiembre | 13:00 |
| Meppen                 | 1 - 2 | Uerdingen          | Hänsch-Arena         | 29 de septiembre | 14:00 |
| Ingolstadt 04          | 0 - 0 | Unterhaching       | Audi Sportpark       | 30 de septiembre | 19:00 |

| Uerdingen            | 0 - 0 | Magdeburgo             | Merkur Spiel-Arena   | 4 de octubre | 19:00 |
| Kaiserslautern       | 3 - 1 | Carl Zeiss Jena        | Fritz-Walter-Stadion | 5 de octubre | 14:00 |
| Sonnenhof Großaspach | 1 - 5 | Ingolstadt 04          | Mechatronik Arena    | 5 de octubre | 14:00 |
| Unterhaching         | 2 - 2 | Preußen Münster        | Alpenbauer Sportpark | 5 de octubre | 14:00 |
| Hallescher           | 1 - 1 | Zwickau                | Erdgas Sportpark     | 5 de octubre | 14:00 |
| Viktoria Colonia     | 2 - 2 | Waldhof Mannheim       | Sportpark Höhenberg  | 5 de octubre | 14:00 |
| Hansa Rostock        | 2 - 1 | Meppen                 | Ostssestadion        | 5 de octubre | 14:00 |
| Bayern Múnich II     | 2 - 0 | Eintracht Braunschweig | Grünwalder Stadion   | 6 de octubre | 13:00 |
| Chemnitzer           | 3 - 1 | Duisburgo              | Stadion Chemnitz     | 6 de octubre | 14:00 |
| Würzburger Kickers   | 2 - 1 | 1860 Múnich            | Flyeralarm-Arena     | 7 de octubre | 19:00 |

| Duisburgo              | 3 - 1 | Kaiserslautern       | Schauinsland-Reisen-Arena | 18 de octubre | 19:00 |
| Eintracht Braunschweig | 0 - 0 | Unterhaching         | Eintracht-Stadion         | 19 de octubre | 14:00 |
| Preußen Münster        | 1 - 1 | Sonnenhof Großaspach | Preußenstadion            | 19 de octubre | 14:00 |
| Ingolstadt 04          | 1 - 1 | Chemnitzer           | Audi Sportpark            | 19 de octubre | 14:00 |
| 1860 Múnich            | 0 - 1 | Uerdingen            | Grünwalder Stadion        | 19 de octubre | 14:00 |
| Magdeburgo             | 0 - 1 | Hansa Rostock        | MDCC-Arena                | 19 de octubre | 14:00 |
| Waldhof Mannheim       | 0 - 4 | Hallescher           | Carl-Benz-Stadion         | 19 de octubre | 14:00 |
| Zwickau                | 3 - 0 | Bayern Múnich II     | GGZ-Arena                 | 20 de octubre | 13:00 |
| Carl Zeiss Jena        | 1 - 1 | Würzburger Kickers   | Ernst-Abbe-Sportfeld      | 20 de octubre | 14:00 |
| Meppen                 | 1 - 1 | Viktoria Colonia     | Hänsch-Arena              | 21 de octubre | 19:00 |

| Viktoria Colonia     | 1 - 1 | Magdeburgo             | Sportpark Höhenberg  | 25 de octubre | 19:00 |
| Uerdingen            | 2 - 0 | Carl Zeiss Jena        | Merkur Spiel-Arena   | 26 de octubre | 14:00 |
| Würzburger Kickers   | 0 - 2 | Duisburgo              | Flyeralarm-Arena     | 26 de octubre | 14:00 |
| Ingolstadt 04        | 3 - 2 | Preußen Münster        | Audi Sportpark       | 26 de octubre | 14:00 |
| Unterhaching         | 0 - 0 | Zwickau                | Alpenbauer Sportpark | 26 de octubre | 14:00 |
| Hallescher           | 3 - 3 | Meppen                 | Erdgas Sportpark     | 26 de octubre | 14:00 |
| Hansa Rostock        | 2 - 1 | 1860 Múnich            | Ostssestadion        | 26 de octubre | 14:00 |
| Chemnitzer           | 3 - 1 | Kaiserslautern         | Stadion Chemnitz     | 27 de octubre | 13:00 |
| Sonnenhof Großaspach | 1 - 3 | Eintracht Braunschweig | Mechatronik Arena    | 27 de octubre | 14:00 |
| Bayern Múnich II     | 2 - 2 | Waldhof Mannheim       | Grünwalder Stadion   | 28 de octubre | 19:00 |

| Zwickau                | 0 - 1 | Sonnenhof Großaspach | GGZ-Arena                 | 1 de noviembre | 19:00 |
| Eintracht Braunschweig | 0 - 3 | Ingolstadt 04        | Eintracht-Stadion         | 2 de noviembre | 14:00 |
| Preußen Münster        | 3 - 3 | Chemnitzer           | Preußenstadion            | 2 de noviembre | 14:00 |
| Kaiserslautern         | 2 - 3 | Würzburger Kickers   | Fritz-Walter-Stadion      | 2 de noviembre | 14:00 |
| 1860 Múnich            | 4 - 2 | Viktoria Colonia     | Grünwalder Stadion        | 2 de noviembre | 14:00 |
| Magdeburgo             | 1 - 0 | Hallescher           | MDCC-Arena                | 2 de noviembre | 14:00 |
| Waldhof Mannheim       | 0 - 3 | Unterhaching         | Carl-Benz-Stadion         | 2 de noviembre | 14:00 |
| Meppen                 | 5 - 3 | Bayern Múnich II     | Hänsch-Arena              | 3 de noviembre | 13:00 |
| Carl Zeiss Jena        | 3 - 1 | Hansa Rostock        | Ernst-Abbe-Sportfeld      | 3 de noviembre | 14:00 |
| Duisburgo              | 2 - 0 | Uerdingen            | Schauinsland-Reisen-Arena | 4 de noviembre | 19:00 |

| Viktoria Colonia     | 2 - 2 | Carl Zeiss Jena        | Sportpark Höhenberg  | 8 de noviembre  | 19:00 |
| Uerdingen            | 0 - 3 | Kaiserslautern         | Merkur Spiel-Arena   | 9 de noviembre  | 14:00 |
| Ingolstadt 04        | 4 - 2 | Zwickau                | Audi Sportpark       | 9 de noviembre  | 14:00 |
| Sonnenhof Großaspach | 0 - 3 | Waldhof Mannheim       | Mechatronik Arena    | 9 de noviembre  | 14:00 |
| Unterhaching         | 0 - 0 | Meppen                 | Alpenbauer Sportpark | 9 de noviembre  | 14:00 |
| Hallescher           | 0 - 1 | 1860 Múnich            | Erdgas Sportpark     | 9 de noviembre  | 14:00 |
| Hansa Rostock        | 1 - 2 | Duisburgo              | Ostssestadion        | 9 de noviembre  | 14:00 |
| Bayern Múnich II     | 2 - 1 | Magdeburgo             | Grünwalder Stadion   | 10 de noviembre | 13:00 |
| Chemnitzer           | 0 - 0 | Würzburger Kickers     | Stadion Chemnitz     | 10 de noviembre | 14:00 |
| Preußen Münster      | 1 - 1 | Eintracht Braunschweig | Preußenstadion       | 11 de noviembre | 19:00 |

| Carl Zeiss Jena        | 0 - 3 | Hallescher           | Ernst-Abbe-Sportfeld      | 22 de noviembre | 19:00 |
| Zwickau                | 4 - 2 | Preußen Münster      | GGZ-Arena                 | 23 de noviembre | 14:00 |
| Eintracht Braunschweig | 2 - 1 | Chemnitzer           | Eintracht-Stadion         | 23 de noviembre | 14:00 |
| Würzburger Kickers     | 1 - 2 | Uerdingen            | Flyeralarm-Arena          | 23 de noviembre | 14:00 |
| Magdeburgo             | 3 - 0 | Unterhaching         | MDCC-Arena                | 23 de noviembre | 14:00 |
| Meppen                 | 2 - 1 | Sonnenhof Großaspach | Hänsch-Arena              | 23 de noviembre | 14:00 |
| Waldhof Mannheim       | 0 - 0 | Ingolstadt 04        | Carl-Benz-Stadion         | 23 de noviembre | 14:00 |
| Kaiserslautern         | 2 - 0 | Hansa Rostock        | Fritz-Walter-Stadion      | 24 de noviembre | 13:00 |
| 1860 Múnich            | 1 - 1 | Bayern Múnich II     | Grünwalder Stadion        | 24 de noviembre | 14:00 |
| Duisburgo              | 2 - 1 | Viktoria Colonia     | Schauinsland-Reisen-Arena | 25 de noviembre | 19:00 |

| Bayern Múnich II       | 2 - 3 | Carl Zeiss Jena    | Grünwalder Stadion   | 29 de noviembre | 19:00 |
| Chemnitzer             | 1 - 1 | Uerdingen          | Stadion Chemnitz     | 30 de noviembre | 14:00 |
| Preußen Münster        | 1 - 3 | Waldhof Mannheim   | Preußenstadion       | 30 de noviembre | 14:00 |
| Sonnenhof Großaspach   | 1 - 2 | Magdeburgo         | Mechatronik Arena    | 30 de noviembre | 14:00 |
| Hallescher             | 1 - 0 | Duisburgo          | Erdgas Sportpark     | 30 de noviembre | 14:00 |
| Viktoria Colonia       | 2 - 4 | Kaiserslautern     | Sportpark Höhenberg  | 30 de noviembre | 14:00 |
| Hansa Rostock          | 1 - 0 | Würzburger Kickers | Ostssestadion        | 30 de noviembre | 14:00 |
| Ingolstadt 04          | 1 - 1 | Meppen             | Audi Sportpark       | 1 de diciembre  | 13:00 |
| Unterhaching           | 2 - 3 | 1860 Múnich        | Alpenbauer Sportpark | 1 de diciembre  | 14:00 |
| Eintracht Braunschweig | 3 - 1 | Zwickau            | Eintracht-Stadion    | 2 de diciembre  | 19:00 |

| Chemnitzer         | 2 - 2 | Zwickau                | Stadion Chemnitz          | 6 de diciembre | 19:00 |
| Uerdingen          | 4 - 1 | Hansa Rostock          | Merkur Spiel-Arena        | 7 de diciembre | 14:00 |
| Würzburger Kickers | 3 - 1 | Viktoria Colonia       | Flyeralarm-Arena          | 7 de diciembre | 14:00 |
| Kaiserslautern     | 1 - 0 | Hallescher             | Fritz-Walter-Stadion      | 7 de diciembre | 14:00 |
| Carl Zeiss Jena    | 0 - 3 | Unterhaching           | Ernst-Abbe-Sportfeld      | 7 de diciembre | 14:00 |
| 1860 Múnich        | 1 - 1 | Sonnenhof Großaspach   | Grünwalder Stadion        | 7 de diciembre | 14:00 |
| Magdeburgo         | 0 - 2 | Ingolstadt 04          | MDCC-Arena                | 7 de diciembre | 14:00 |
| Waldhof Mannheim   | 0 - 0 | Eintracht Braunschweig | Carl-Benz-Stadion         | 8 de diciembre | 13:00 |
| Duisburgo          | 3 - 2 | Bayern Múnich II       | Schauinsland-Reisen-Arena | 8 de diciembre | 14:00 |
| Meppen             | 3 - 1 | Preußen Münster        | Hänsch-Arena              | 9 de diciembre | 19:00 |

| Preußen Münster        | 2 - 0 | Magdeburgo         | Preußenstadion       | 13 de diciembre | 19:00 |
| Zwickau                | 0 - 1 | Waldhof Mannheim   | GGZ-Arena            | 14 de diciembre | 14:00 |
| Eintracht Braunschweig | 1 - 2 | Meppen             | Eintracht-Stadion    | 14 de diciembre | 14:00 |
| Bayern Múnich II       | 1 - 3 | Kaiserslautern     | Grünwalder Stadion   | 14 de diciembre | 14:00 |
| Hallescher             | 2 - 5 | Würzburger Kickers | Erdgas Sportpark     | 14 de diciembre | 14:00 |
| Viktoria Colonia       | 0 - 1 | Uerdingen          | Sportpark Höhenberg  | 14 de diciembre | 14:00 |
| Hansa Rostock          | 1 - 2 | Chemnitzer         | Ostssestadion        | 14 de diciembre | 14:00 |
| Sonnenhof Großaspach   | 1 - 2 | Carl Zeiss Jena    | Mechatronik Arena    | 15 de diciembre | 13:00 |
| Unterhaching           | 2 - 2 | Duisburgo          | Alpenbauer Sportpark | 15 de diciembre | 14:00 |
| Ingolstadt 04          | 2 - 2 | 1860 Múnich        | Audi Sportpark       | 16 de diciembre | 19:00 |

### Segunda vuelta
| Viktoria Colonia       | 1 - 5 | Hansa Rostock      | Sportpark Höhenberg  | 20 de diciembre | 19:00 |
| Waldhof Mannheim       | 4 - 3 | Chemnitzer         | Carl-Benz-Stadion    | 21 de diciembre | 14:00 |
| Unterhaching           | 1 - 1 | Kaiserslautern     | Alpenbauer Sportpark | 21 de diciembre | 14:00 |
| Sonnenhof Großaspach   | 1 - 1 | Duisburgo          | Mechatronik Arena    | 21 de diciembre | 14:00 |
| Preußen Münster        | 0 - 1 | 1860 Múnich        | Preußenstadion       | 21 de diciembre | 14:00 |
| Eintracht Braunschweig | 2 - 2 | Magdeburgo         | Eintracht-Stadion    | 21 de diciembre | 14:00 |
| Zwickau                | 2 - 2 | Meppen             | GGZ-Arena            | 21 de diciembre | 14:00 |
| Hallescher             | 1 - 1 | Uerdingen          | Erdgas Sportpark     | 22 de diciembre | 13:00 |
| Ingolstadt 04          | 5 - 1 | Carl Zeiss Jena    | Audi Sportpark       | 22 de diciembre | 14:00 |
| Bayern Múnich II       | 1 - 1 | Würzburger Kickers | Grünwalder Stadion   | 22 de diciembre | 14:00 |

| Hansa Rostock      | 1 - 0 | Hallescher             | Ostssestadion             | 24 de enero | 19:00 |
| Magdeburgo         | 1 - 2 | Zwickau                | MDCC-Arena                | 25 de enero | 14:00 |
| Carl Zeiss Jena    | 1 - 2 | Preußen Münster        | Ernst-Abbe-Sportfeld      | 25 de enero | 14:00 |
| Duisburgo          | 1 - 1 | Ingolstadt 04          | Schauinsland-Reisen-Arena | 25 de enero | 14:00 |
| Würzburger Kickers | 1 - 2 | Unterhaching           | Flyeralarm-Arena          | 25 de enero | 14:00 |
| Chemnitzer         | 2 - 2 | Viktoria Colonia       | Stadion Chemnitz          | 25 de enero | 14:00 |
| Meppen             | 0 - 1 | Waldhof Mannheim       | Hänsch-Arena              | 25 de enero | 14:00 |
| 1860 Múnich        | 4 - 1 | Eintracht Braunschweig | Grünwalder Stadion        | 26 de enero | 13:00 |
| Uerdingen          | 0 - 3 | Bayern Múnich II       | Merkur Spiel-Arena        | 26 de enero | 14:00 |
| Kaiserslautern     | 0 - 0 | Sonnenhof Großaspach   | Fritz-Walter-Stadion      | 27 de enero | 19:00 |

| Hallescher             | 3 - 4 | Viktoria Colonia   | Erdgas Sportpark     | 31 de enero  | 19:00 |
| Meppen                 | 1 - 2 | Chemnitzer         | Hänsch-Arena         | 1 de febrero | 14:00 |
| Unterhaching           | 1 - 0 | Uerdingen          | Alpenbauer Sportpark | 1 de febrero | 14:00 |
| Ingolstadt 04          | 2 - 1 | Kaiserslautern     | Audi Sportpark       | 1 de febrero | 14:00 |
| Preußen Münster        | 1 - 4 | Duisburgo          | Preußenstadion       | 1 de febrero | 14:00 |
| Eintracht Braunschweig | 1 - 1 | Carl Zeiss Jena    | Eintracht-Stadion    | 1 de febrero | 14:00 |
| Bayern Múnich II       | 1 - 0 | Hansa Rostock      | Grünwalder Stadion   | 1 de febrero | 14:00 |
| Waldhof Mannheim       | 1 - 1 | Magdeburgo         | Carl-Benz-Stadion    | 2 de febrero | 13:00 |
| Zwickau                | 2 - 2 | 1860 Múnich        | GGZ-Arena            | 2 de febrero | 14:00 |
| Sonnenhof Großaspach   | 0 - 6 | Würzburger Kickers | WIRmachenDRUCK Arena | 3 de febrero | 19:00 |

| Duisburgo          | 1 - 1 | Eintracht Braunschweig | Schauinsland-Reisen-Arena | 7 de febrero  | 19:00 |
| Kaiserslautern     | 1 - 1 | Preußen Münster        | Fritz-Walter-Stadion      | 8 de febrero  | 14:00 |
| Uerdingen          | 2 - 1 | Sonnenhof Großaspach   | Merkur Spiel-Arena        | 8 de febrero  | 14:00 |
| Hansa Rostock      | 1 - 1 | Unterhaching           | Ostssestadion             | 8 de febrero  | 14:00 |
| Viktoria Colonia   | 2 - 4 | Bayern Múnich II       | Sportpark Höhenberg       | 8 de febrero  | 14:00 |
| Magdeburgo         | 0 - 2 | Meppen                 | MDCC-Arena                | 8 de febrero  | 14:00 |
| 1860 Múnich        | 1 - 1 | Waldhof Mannheim       | Grünwalder Stadion        | 8 de febrero  | 14:00 |
| Würzburger Kickers | 3 - 1 | Ingolstadt 04          | Flyeralarm-Arena          | 9 de febrero  | 13:00 |
| Chemnitzer         | 3 - 0 | Hallescher             | Stadion Chemnitz          | 9 de febrero  | 14:00 |
| Carl Zeiss Jena    | 2 - 1 | Zwickau                | Ernst-Abbe-Sportfeld      | 10 de febrero | 19:00 |

| Preußen Münster        | 0 - 0 | Würzburger Kickers | Preußenstadion       | 14 de febrero | 19:00 |
| Magdeburgo             | 1 - 1 | Chemnitzer         | MDCC-Arena           | 15 de febrero | 14:00 |
| Ingolstadt 04          | 0 - 1 | Uerdingen          | Audi Sportpark       | 15 de febrero | 14:00 |
| Eintracht Braunschweig | 2 - 0 | Kaiserslautern     | Eintracht-Stadion    | 15 de febrero | 14:00 |
| Meppen                 | 1 - 1 | 1860 Múnich        | Hänsch-Arena         | 15 de febrero | 14:00 |
| Unterhaching           | 1 - 1 | Viktoria Colonia   | Alpenbauer Sportpark | 15 de febrero | 14:00 |
| Sonnenhof Großaspach   | 0 - 1 | Hansa Rostock      | WIRmachenDRUCK Arena | 15 de febrero | 14:00 |
| Zwickau                | 1 - 0 | Duisburgo          | GGZ-Arena            | 16 de febrero | 13:00 |
| Waldhof Mannheim       | 1 - 1 | Carl Zeiss Jena    | Carl-Benz-Stadion    | 16 de febrero | 14:00 |
| Bayern Múnich II       | 6 - 1 | Hallescher         | Grünwalder Stadion   | 17 de febrero | 19:00 |

| Viktoria Colonia   | 1 - 0 | Sonnenhof Großaspach   | Sportpark Höhenberg       | 21 de febrero | 19:00 |
| Kaiserslautern     | 0 - 0 | Zwickau                | Fritz-Walter-Stadion      | 22 de febrero | 14:00 |
| Würzburger Kickers | 3 - 1 | Eintracht Braunschweig | Flyeralarm-Arena          | 22 de febrero | 14:00 |
| Uerdingen          | 0 - 2 | Preußen Münster        | Merkur Spiel-Arena        | 22 de febrero | 14:00 |
| Hansa Rostock      | 3 - 0 | Ingolstadt 04          | Ostssestadion             | 22 de febrero | 14:00 |
| Carl Zeiss Jena    | 0 - 2 | Meppen                 | Ernst-Abbe-Sportfeld      | 22 de febrero | 14:00 |
| Duisburgo          | 2 - 3 | Waldhof Mannheim       | Schauinsland-Reisen-Arena | 22 de febrero | 14:00 |
| 1860 Múnich        | 1 - 1 | Magdeburgo             | Grünwalder Stadion        | 23 de febrero | 13:00 |
| Hallescher         | 3 - 5 | Unterhaching           | Erdgas Sportpark          | 23 de febrero | 14:00 |
| Chemnitzer         | 1 - 0 | Bayern Múnich II       | Stadion Chemnitz          | 24 de febrero | 19:00 |

| Unterhaching           | 0 - 1 | Bayern Múnich II   | Alpenbauer Sportpark | 28 de febrero | 19:00 |
| 1860 Múnich            | 4 - 3 | Chemnitzer         | Grünwalder Stadion   | 29 de febrero | 14:00 |
| Eintracht Braunschweig | 4 - 1 | Uerdingen          | Eintracht-Stadion    | 29 de febrero | 14:00 |
| Zwickau                | 1 - 2 | Würzburger Kickers | GGZ-Arena            | 29 de febrero | 14:00 |
| Waldhof Mannheim       | 1 - 1 | Kaiserslautern     | Carl-Benz-Stadion    | 29 de febrero | 14:00 |
| Magdeburgo             | 6 - 2 | Carl Zeiss Jena    | MDCC-Arena           | 29 de febrero | 14:00 |
| Sonnenhof Großaspach   | 1 - 0 | Hallescher         | WIRmachenDRUCK Arena | 29 de febrero | 14:00 |
| Ingolstadt 04          | 0 - 1 | Viktoria Colonia   | Audi Sportpark       | 1 de marzo    | 13:00 |
| Meppen                 | 1 - 0 | Duisburgo          | Hänsch-Arena         | 1 de marzo    | 14:00 |
| Preußen Münster        | 1 - 0 | Hansa Rostock      | Preußenstadion       | 2 de marzo    | 19:00 |

| Duisburgo          | 1 - 0 | Magdeburgo             | Schauinsland-Reisen-Arena | 6 de marzo | 19:00 |
| Viktoria Colonia   | 2 - 1 | Preußen Münster        | Sportpark Höhenberg       | 7 de marzo | 14:00 |
| Bayern Múnich II   | 2 - 0 | Sonnenhof Großaspach   | Grünwalder Stadion        | 7 de marzo | 14:00 |
| Chemnitzer         | 1 - 0 | Unterhaching           | Stadion Chemnitz          | 7 de marzo | 14:00 |
| Carl Zeiss Jena    | 0 - 3 | 1860 Múnich            | Ernst-Abbe-Sportfeld      | 7 de marzo | 14:00 |
| Kaiserslautern     | 3 - 3 | Meppen                 | Fritz-Walter-Stadion      | 7 de marzo | 14:00 |
| Würzburger Kickers | 0 - 0 | Waldhof Mannheim       | Flyeralarm-Arena          | 7 de marzo | 14:00 |
| Uerdingen          | 4 - 2 | Zwickau                | Merkur Spiel-Arena        | 8 de marzo | 13:00 |
| Hallescher         | 1 - 1 | Ingolstadt 04          | Edgas Sportpark           | 8 de marzo | 14:00 |
| Hansa Rostock      | 3 - 0 | Eintracht Braunschweig | Ostssestadion             | 9 de marzo | 19:00 |

| Waldhof Mannheim       | 1 - 2 | Uerdingen          | Carl-Benz-Stadion    | 30 de mayo | 14:00 |
| Meppen                 | 1 - 3 | Würzburger Kickers | Hänsch-Arena         | 30 de mayo | 14:00 |
| Magdeburgo             | 0 - 1 | Kaiserslautern     | MDCC-Arena           | 30 de mayo | 14:00 |
| Sonnenhof Großaspach   | 0 - 2 | Unterhaching       | WIRmachenDRUCK Arena | 30 de mayo | 14:00 |
| Ingolstadt 04          | 1 - 2 | Bayern Múnich II   | Audi Sportpark       | 30 de mayo | 14:00 |
| Eintracht Braunschweig | 4 - 2 | Viktoria Colonia   | Eintracht-Stadion    | 30 de mayo | 14:00 |
| Zwickau                | 2 - 2 | Hansa Rostock      | GGZ-Arena            | 30 de mayo | 14:00 |
| 1860 Múnich            | 3 - 2 | Duisburgo          | Grünwalder Stadion   | 31 de mayo | 13:00 |
| Preußen Münster        | 4 - 2 | Hallescher         | Preußenstadion       | 31 de mayo | 14:00 |
| Carl Zeiss Jena        | 0 - 1 | Chemnitzer         | Flyeralarm-Arena     | 31 de mayo | 17:00 |

| Viktoria Colonia   | 3 - 0 | Zwickau                | Sportpark Höhenberg       | 2 de junio | 19:00 |
| Würzburger Kickers | 0 - 1 | Magdeburgo             | Flyeralarm-Arena          | 2 de junio | 19:00 |
| Uerdingen          | 0 - 0 | Meppen                 | Merkur Spiel-Arena        | 2 de junio | 19:00 |
| Unterhaching       | 1 - 2 | Ingolstadt 04          | Alpenbauer Sportpark      | 2 de junio | 20:30 |
| Hansa Rostock      | 0 - 1 | Waldhof Mannheim       | Ostssestadion             | 2 de junio | 20:30 |
| Hallescher         | 0 - 1 | Eintracht Braunschweig | Erdgas Sportpark          | 3 de junio | 19:00 |
| Bayern Múnich II   | 3 - 2 | Preußen Münster        | Grünwalder Stadion        | 3 de junio | 19:00 |
| Duisburgo          | 1 - 1 | Carl Zeiss Jena        | Schauinsland-Reisen-Arena | 3 de junio | 19:00 |
| Kaiserslautern     | 1 - 1 | 1860 Múnich            | Fritz-Walter-Stadion      | 3 de junio | 20:30 |
| Chemnitzer         | 0 - 1 | Sonnenhof Großaspach   | Stadion Chemnitz          | 3 de junio | 20:30 |

| Magdeburgo             | 1 - 1 | Uerdingen            | MDCC-Arena                | 5 de junio | 19:00 |
| Eintracht Braunschweig | 1 - 1 | Bayern Múnich II     | Eintracht-Stadion         | 6 de junio | 14:00 |
| Duisburgo              | 2 - 1 | Chemnitzer           | Schauinsland-Reisen-Arena | 6 de junio | 14:00 |
| 1860 Múnich            | 1 - 2 | Würzburger Kickers   | Grünwalder Stadion        | 6 de junio | 14:00 |
| Waldhof Mannheim       | 2 - 1 | Viktoria Colonia     | Carl-Benz-Stadion         | 6 de junio | 14:00 |
| Meppen                 | 0 - 3 | Hansa Rostock        | Hänsch-Arena              | 6 de junio | 14:00 |
| Zwickau                | 5 - 1 | Hallescher           | GGZ-Arena                 | 6 de junio | 14:00 |
| Preußen Münster        | 2 - 1 | Unterhaching         | Preußenstadion            | 7 de junio | 13:00 |
| Carl Zeiss Jena        | 1 - 2 | Kaiserslautern       | Fritz-Walter-Stadion      | 7 de junio | 14:00 |
| Ingolstadt 04          | 1 - 1 | Sonnenhof Großaspach | Audi Sportpark            | 7 de junio | 17:00 |

| Uerdingen            | 1 - 3 | 1860 Múnich            | Merkur Spiel-Arena   | 9 de junio  | 19:00 |
| Bayern Múnich II     | 2 - 0 | Zwickau                | Grünwalder Stadion   | 9 de junio  | 19:00 |
| Viktoria Colonia     | 1 - 3 | Meppen                 | Sportpark Höhenberg  | 9 de junio  | 19:00 |
| Hansa Rostock        | 3 - 1 | Magdeburgo             | Ostssestadion        | 9 de junio  | 20:30 |
| Hallescher           | 3 - 0 | Waldhof Mannheim       | Erdgas Sportpark     | 9 de junio  | 20:30 |
| Würzburger Kickers   | 4 - 2 | Carl Zeiss Jena        | Flyealarm-Arena      | 10 de junio | 19:00 |
| Chemnitzer           | 0 - 1 | Ingolstadt 04          | Stadion Chemnitz     | 10 de junio | 19:00 |
| Sonnenhof Großaspach | 0 - 0 | Preußen Münster        | WIRmachenDRUCK Arena | 10 de junio | 19:00 |
| Unterhaching         | 1 - 3 | Eintracht Braunschweig | Alpenbauer Sportpark | 10 de junio | 20:30 |
| Kaiserslautern       | 1 - 3 | Duisburgo              | Fritz-Walter-Stadion | 10 de junio | 20:30 |

| Meppen                 | 2 - 3 | Hallescher           | Hänsch-Arena              | 12 de junio | 19:00 |
| Kaiserslautern         | 2 - 0 | Chemnitzer           | Fritz-Walter-Stadion      | 13 de junio | 14:00 |
| Eintracht Braunschweig | 2 - 1 | Sonnenhof Großaspach | Eintracht-Stadion         | 13 de junio | 14:00 |
| 1860 Múnich            | 0 - 1 | Hansa Rostock        | Grünwalder Stadion        | 13 de junio | 14:00 |
| Preußen Münster        | 0 - 0 | Ingolstadt 04        | Preußenstadion            | 13 de junio | 14:00 |
| Magdeburgo             | 2 - 0 | Viktoria Colonia     | MDCC-Arena                | 13 de junio | 14:00 |
| Duisburgo              | 1 - 1 | Würzburger Kickers   | Schauinsland-Reisen-Arena | 13 de junio | 14:00 |
| Carl Zeiss Jena        | 0 - 0 | Uerdingen            | Ernst-Abbe-Sportfeld      | 14 de junio | 13:00 |
| Zwickau                | 3 - 3 | Unterhaching         | GGZ-Arena                 | 14 de junio | 14:00 |
| Waldhof Mannheim       | 2 - 3 | Bayern Múnich II     | Carl-Benz-Stadion         | 14 de junio | 17:00 |

| Ingolstadt 04        | 0 - 0 | Eintracht Braunschweig | Audi Sportpark       | 16 de junio | 19:00 |
| Chemnitzer           | 1 - 0 | Preußen Münster        | Stadion Chemnitz     | 16 de junio | 19:00 |
| Würzburger Kickers   | 2 - 0 | Kaiserslautern         | Flyeralarm-Arena     | 16 de junio | 19:00 |
| Viktoria Colonia     | 2 - 0 | 1860 Múnich            | Sportpark Höhenberg  | 16 de junio | 20:30 |
| Hallescher           | 1 - 1 | Magdeburgo             | Erdgas Sportpark     | 16 de junio | 20:30 |
| Sonnenhof Großaspach | 1 - 0 | Zwickau                | WIRmachenDRUCK Arena | 17 de junio | 19:00 |
| Bayern Múnich II     | 5 - 1 | Meppen                 | Grünwalder Stadion   | 17 de junio | 19:00 |
| Unterhaching         | 0 - 0 | Waldhof Mannheim       | Alpenbauer Sportpark | 17 de junio | 19:00 |
| Uerdingen            | 1 - 1 | Duisburgo              | Merkur Spiel-Arena   | 17 de junio | 20:30 |
| Hansa Rostock        | 4 - 0 | Carl Zeiss Jena        | Ostssestadion        | 17 de junio | 20:30 |

| Würzburger Kickers     | 3 - 0 | Chemnitzer           | Flyeralarm-Arena          | 19 de junio | 19:00 |
| Kaiserslautern         | 4 - 0 | Uerdingen            | Fritz-Walter-Stadion      | 20 de junio | 14:00 |
| Eintracht Braunschweig | 1 - 0 | Preußen Münster      | Eintracht-Stadion         | 20 de junio | 14:00 |
| Waldhof Mannheim       | 3 - 2 | Sonnenhof Großaspach | Carl-Benz-Stadion         | 20 de junio | 14:00 |
| Magdeburgo             | 2 - 2 | Bayern Múnich II     | MDCC-Arena                | 20 de junio | 14:00 |
| Carl Zeiss Jena        | 2 - 3 | Viktoria Colonia     | Ernst-Abbe-Sportfeld      | 20 de junio | 14:00 |
| Duisburgo              | 0 - 0 | Hansa Rostock        | Schauinsland-Reisen-Arena | 20 de junio | 14:00 |
| Meppen                 | 3 - 0 | Unterhaching         | Hänsch-Arena              | 21 de junio | 13:00 |
| 1860 Múnich            | 2 - 1 | Hallescher           | Grünwalder Stadion        | 21 de junio | 14:00 |
| Zwickau                | 0 - 3 | Ingolstadt 04        | GGZ-Arena                 | 21 de junio | 17:00 |

| Chemnitzer           | 1 - 2 | Eintracht Braunschweig | Stadion Chemnitz     | 23 de junio | 19:00 |
| Uerdingen            | 1 - 2 | Würzburger Kickers     | Merkur Spiel-Arena   | 23 de junio | 19:00 |
| Hansa Rostock        | 1 - 1 | Kaiserslautern         | Ostssestadion        | 23 de junio | 20:30 |
| Viktoria Colonia     | 1 - 0 | Duisburgo              | Sportpark Höhenberg  | 23 de junio | 20:30 |
| Preußen Münster      | 2 - 1 | Zwickau                | Preußenstadion       | 24 de junio | 19:00 |
| Unterhaching         | 0 - 0 | Magdeburgo             | Alpenbauer Sportpark | 24 de junio | 19:00 |
| Sonnenhof Großaspach | 1 - 2 | Meppen                 | WIRmachenDRUCK Arena | 24 de junio | 19:00 |
| Hallescher           | 5 - 3 | Carl Zeiss Jena        | Erdgas Sportpark     | 24 de junio | 20:30 |
| Bayern Múnich II     | 2 - 1 | 1860 Múnich            | Grünwalder Stadion   | 24 de junio | 20:30 |
| Ingolstadt 04        | 2 - 0 | Waldhof Mannheim       | Audi Sportpark       | 24 de junio | 20:30 |

| Uerdingen          | 1 - 1 | Chemnitzer             | Merkur Spiel-Arena        | 26 de junio | 19:00 |
| Zwickau            | 3 - 2 | Eintracht Braunschweig | GGZ-Arena                 | 27 de junio | 14:00 |
| Waldhof Mannheim   | 0 - 0 | Preußen Münster        | Carl-Benz-Stadion         | 27 de junio | 14:00 |
| 1860 Múnich        | 3 - 0 | Unterhaching           | Grünwalder Stadion        | 27 de junio | 14:00 |
| Duisburgo          | 2 - 2 | Hallescher             | Schauinsland-Reisen-Arena | 27 de junio | 14:00 |
| Kaiserslautern     | 3 - 0 | Viktoria Colonia       | Fritz-Walter-Stadion      | 27 de junio | 14:00 |
| Würzburger Kickers | 3 - 1 | Hansa Rostock          | Flyeralarm-Arena          | 27 de junio | 14:00 |
| Carl Zeiss Jena    | 1 - 2 | Bayern Múnich II       | Ernst-Abbe-Sportfeld      | 27 de junio | 14:00 |
| Meppen             | 0 - 2 | Ingolstadt 04          | Hänsch-Arena              | 28 de junio | 13:00 |
| Magdeburgo         | 0 - 1 | Sonnenhof Großaspach   | MDCC-Arena                | 28 de junio | 14:00 |

| Zwickau                | 2 - 1 | Chemnitzer         | GGZ-Arena            | 1 de julio | 19:00 |
| Hansa Rostock          | 1 - 0 | Uerdingen          | Ostssestadion        | 1 de julio | 19:00 |
| Viktoria Colonia       | 5 - 1 | Würzburger Kickers | Sportpark Höhenberg  | 1 de julio | 19:00 |
| Hallescher             | 1 - 1 | Kaiserslautern     | Erdgas Sportpark     | 1 de julio | 19:00 |
| Bayern Múnich II       | 2 - 2 | Duisburgo          | Grünwalder Stadion   | 1 de julio | 19:00 |
| Unterhaching           | 2 - 2 | Carl Zeiss Jena    | Alpenbauer Sportpark | 1 de julio | 19:00 |
| Sonnenhof Großaspach   | 2 - 4 | 1860 Múnich        | WIRmachenDRUCK Arena | 1 de julio | 19:00 |
| Ingolstadt 04          | 0 - 2 | Magdeburgo         | Audi Sportpark       | 1 de julio | 19:00 |
| Preußen Münster        | 0 - 3 | Meppen             | Preußenstadion       | 1 de julio | 19:00 |
| Eintracht Braunschweig | 3 - 2 | Waldhof Mannheim   | Eintracht-Stadion    | 1 de julio | 19:00 |

| Waldhof Mannheim   | 0 - 0 | Zwickau                | Carl-Benz-Stadion         | 4 de julio | 14:00 |
| Meppen             | 4 - 3 | Eintracht Braunschweig | Hänsch-Arena              | 4 de julio | 14:00 |
| Magdeburgo         | 2 - 2 | Preußen Münster        | MDCC-Arena                | 4 de julio | 14:00 |
| 1860 Múnich        | 0 - 2 | Ingolstadt 04          | Grünwalder Stadion        | 4 de julio | 14:00 |
| Carl Zeiss Jena    | 1 - 0 | Sonnenhof Großaspach   | Ernst-Abbe-Sportfeld      | 4 de julio | 14:00 |
| Duisburgo          | 4 - 0 | Unterhaching           | Schauinsland-Reisen-Arena | 4 de julio | 14:00 |
| Kaiserslautern     | 1 - 0 | Bayern Múnich II (C)   | Fritz-Walter-Stadion      | 4 de julio | 14:00 |
| Würzburger Kickers | 2 - 2 | Hallescher             | Flyeralarm-Arena          | 4 de julio | 14:00 |
| Uerdingen          | 1 - 1 | Viktoria Colonia       | Merkur Spiel-Arena        | 4 de julio | 14:00 |
| Chemnitzer         | 4 - 2 | Hansa Rostock          | Stadion Chemnitz          | 4 de julio | 14:00 |

### Campeón
|                                                                             |
|                                                                             |
| Bayern de Múnich II 1.er título                                             |
| Ascendieron Würzburger Kickers y Eintracht Braunschweig a la 2. Bundesliga. |

## Play-off de ascenso
Los horarios corresponden al huso horario de Alemania (Hora central europea): UTC+2 en horario de verano.
- Ingolstadt 04 empató en el resultado global con un marcador de 3–3, por tanto debido a la regla del gol de visitante permaneció en la 3. Liga para la siguiente temporada.

## Estadísticas
| Jugador            | Equipo                 | Goles | Partidos | Media | Penalti |
| ------------------ | ---------------------- | ----- | -------- | ----- | ------- |
| Kwasi Okyere       | Bayern Múnich II       | 24    | 33       | 0.73  | 6       |
| Albert Bunjaku     | Viktoria Colonia       | 20    | 36       | 0.56  | 0       |
| Philipp Hosiner    | Chemnitzer             | 19    | 28       | 0.68  | 8       |
| Martin Kobylański  | Eintracht Braunschweig | 18    | 33       | 0.55  | 2       |
| Deniz Undav        | Meppen                 | 17    | 34       | 0.50  | 0       |
| Mike Wunderlich    | Viktoria Colonia       | 17    | 35       | 0.49  | 2       |
| Moritz Stoppelkamp | Duisburgo              | 15    | 33       | 0.45  | 1       |
| Luca Pfeiffer      | Würzburger Kickers     | 15    | 34       | 0.44  | 0       |
| Pascal Breier      | Hansa Rostock          | 15    | 36       | 0.42  | 0       |
| Sascha Mölders     | 1860 Múnich            | 15    | 37       | 0.41  | 0       |

| Jugador              | Equipo                 | Asistencias | Partidos | Promedio |
| -------------------- | ---------------------- | ----------- | -------- | -------- |
| Mike Wunderlich      | Viktoria Colonia       | 10          | 35       | 0.29     |
| Morris Schröter      | Zwickau                | 10          | 36       | 0.28     |
| Stefan Lex           | 1860 Múnich            | 9           | 29       | 0.31     |
| Deniz Undav          | Meppen                 | 9           | 34       | 0.26     |
| Fabio Kaufmann       | Würzburger Kickers     | 9           | 37       | 0.24     |
| Dorian Diring        | Waldhof Mannheim       | 8           | 17       | 0.47     |
| Paul Milde           | Chemnitzer             | 8           | 31       | 0.26     |
| Christian Kühlwetter | Kaiserslautern         | 8           | 35       | 0.23     |
| Sascha Mölders       | 1860 Múnich            | 8           | 37       | 0.22     |
| Martin Kobylański    | Eintracht Braunschweig | 8           | 38       | 0.21     |

| Jugador          | Equipo        | Amonestaciones | Partidos |
| ---------------- | ------------- | -------------- | -------- |
| Leon Jensen      | Zwickau       | 14             | 33       |
| Dennis Erdmann   | 1860 Múnich   | 14             | 31       |
| Jean-Manuel Mbom | Uerdingen     | 11             | 28       |
| Marcel Gaus      | Ingolstadt 04 | 11             | 34       |
| Davy Frick       | Zwickau       | 11             | 34       |
| Sebastian Mai    | Hallescher    | 11             | 28       |

| Jugador          | Equipo               | Expulsiones | Partidos |
| ---------------- | -------------------- | ----------- | -------- |
| Sebastian Bösel  | Sonnenhof Großaspach | 3           | 27       |
| Jean-Manuel Mbom | Uerdingen            | 2           | 28       |
| Fridolin Wagner  | Preußen Münster      | 2           | 28       |
| Luca Pfeiffer    | Würzburger Kickers   | 2           | 34       |